# وایکینگ کروزس
وایکینگ کروزس (انگلیسی: Viking Cruises) شرکت گردشگری آمریکایی است، که در سال ۱۹۹۷ تأسیس شد.